# Elecciones al Parlamento Europeo de 1994 (Italia)
Las elecciones al Parlamento Europeo de 1994 en Italia se celebraron el día 12 de junio de 1994 para elegir a los eurodiputados de dicho país para la cuarta legislatura del Parlamento Europeo. El número de escaños asignado a Italia pasó de 81 a 87.
Fueron las primeras elecciones continentales después del escándalo de Tangentopoli, que destruyó los partidos republicanos tradicionales de Italia: como consecuencia de ello, todos los partidos nuevos se presentaron a la elección.

## Sistema electoral
El sistema electoral de representación proporcional por listas de partidos puras era el tradicional de la República Italiana desde su fundación en 1946, por lo que fue adoptado también para elegir a los representantes italianos en el Parlamento Europeo.
Se utilizaron dos niveles: uno nacional para repartir los escaños entre los partidos y otro de circunscripción para distribuirlos entre los candidatos. Las regiones de Italia se unieron en cinco circunscripciones, cada una de las cuales eligió un grupo de eurodiputados.
A nivel nacional, los escaños se dividieron entre las listas de los partidos mediante el método del resto mayor con cuota Hare. Todos los escaños obtenidos por cada partido se distribuyeron automáticamente entre sus listas abiertas locales y sus candidatos más votados.

## Resultados
El nuevo partido Forza Italia (FI), liderado por el primer ministro italiano Silvio Berlusconi, ganó las elecciones con el 30,6% de los votos y 27 escaños. El segundo partido fue el Partido Democrático de la Izquierda (PDS), principal heredero del Partido Comunista Italiano (PCI), que obtuvo el 19,1 % de los votos y 16 escaños. El tercer partido fue Alianza Nacional (AN), heredera del Movimiento Social Italiano (MSI), que obtuvo el 12,5 % de los votos y 11 escaños. El Partido Popular Italiano (PPI), principal heredero de la Democracia Cristiana (DC), obtuvo tan solo el 10 % de los votos y 8 escaños.
| Partido                              | Partido                                                    | Partido                                                    | Grupo del PE                         | Candidato principal                  | Votos      | %      | +/–   | Escaños | +/–   |  |
| ------------------------------------ | ---------------------------------------------------------- | ---------------------------------------------------------- | ------------------------------------ | ------------------------------------ | ---------- | ------ | ----- | ------- | ----- |  |
|                                      | Forza Italia (FI)                                          | Forza Italia (FI)                                          | FE                                   | Silvio Berlusconi                    | 10.089.139 | 30,62  | Nuevo | 27      | Nuevo |  |
|                                      | Partido Democrático de la Izquierda (PDS)                  | Partido Democrático de la Izquierda (PDS)                  | PES                                  | Achille Occhetto                     | 6.281.354  | 19,06  | 8,52  | 16      | 6     |  |
|                                      | Alianza Nacional (AN)                                      | Alianza Nacional (AN)                                      | NI                                   | Gianfranco Fini                      | 4.108.670  | 12,47  | 6,96  | 11      | 7     |  |
|                                      |                                                            | Partido Popular Italiano (PPI)                             | EPP                                  | Carlo Casini                         | 3.295.337  | 10,00  | 22,90 | 8       | 18    |  |
|                                      | Partido Popular Sudtirolés (SVP)                           | EPP                                                        | Michl Ebner                          | 202.668                              | 0,62       | 0,12   | 1     | 0       |       |  |
| Total                                | Total                                                      | EPP                                                        |                                      | 3.498.005                            | 10,62      | 22,78  | 9     | 18      |       |  |
|                                      | Liga Norte (LN)                                            | Liga Norte (LN)                                            | ELDR                                 | Umberto Bossi                        | 2.162.586  | 6,56   | 4,73  | 6       | 4     |  |
|                                      | Partido de la Refundación Comunista (PRC)                  | Partido de la Refundación Comunista (PRC)                  | EUL                                  | Fausto Bertinotti                    | 2.004.716  | 6,08   | Nuevo | 5       | Nuevo |  |
|                                      | Pacto Segni (PS)                                           | Pacto Segni (PS)                                           | EPP                                  | Marip Segni                          | 1.073.095  | 3,26   | Nuevo | 3       | Nuevo |  |
|                                      | Federación de los Verdes (FdV)                             | Federación de los Verdes (FdV)                             | Green                                | Carlo Ripa di Meana                  | 1.055.797  | 3,20   | 2,97  | 3       | 2     |  |
|                                      | Lista Pannella (LP)                                        | Lista Pannella (LP)                                        | ERA                                  | Marco Pannella                       | 702.717    | 2,13   | 0,89  | 2       | 1     |  |
|                                      | Partido Socialista Italiano – Alianza Democrática (PSI–AD) | Partido Socialista Italiano – Alianza Democrática (PSI–AD) | PES                                  | Elena Marinucci                      | 606.538    | 1,84   | 12,96 | 2       | 10    |  |
|                                      | La Red (LR)                                                | La Red (LR)                                                | Green                                | Leoluca Orlando                      | 366.258    | 1,11   | Nuevo | 1       | Nuevo |  |
|                                      | Partido Republicano Italiano (PRI)                         | Partido Republicano Italiano (PRI)                         | ELDR                                 | Giorgio La Malfa                     | 242.786    | 0,74   | –     | 1       | 2     |  |
|                                      | Partido Socialista Democrático Italiano (PSDI)             | Partido Socialista Democrático Italiano (PSDI)             | NI                                   | Enrico Ferri                         | 227.439    | 0,69   | 2,03  | 1       | 1     |  |
|                                      | Liga de Acción Meridional (LAM)                            | Liga de Acción Meridional (LAM)                            | Ninguno                              |                                      | 224.033    | 0,67   | Nuevo | 0       | Nuevo |  |
|                                      | Federalismo (UV–SN–LAV–dF–UfS–PN)                          | Federalismo (UV–SN–LAV–dF–UfS–PN)                          | Ninguno                              |                                      | 126.937    | 0,39   | 0,21  | 0       | 1     |  |
|                                      | Lega Alpina Lumbarda (LAL)                                 | Lega Alpina Lumbarda (LAL)                                 | Ninguno                              |                                      | 110.458    | 0,34   | Nuevo | 0       | Nuevo |  |
|                                      | Federación de los Liberales (FdL)                          | Federación de los Liberales (FdL)                          | Ninguno                              |                                      | 53.983     | 0,16   | Nuevo | 0       | Nuevo |  |
|                                      | Solidaridad                                                | Solidaridad                                                | Ninguno                              |                                      | 15.214     | 0,05   | Nuevo | 0       | Nuevo |  |
|                                      |                                                            |                                                            |                                      |                                      |            |        |       |         |       |  |
| Votos válidos                        | Votos válidos                                              | Votos válidos                                              | Votos válidos                        | Votos válidos                        | 32.949.725 |        |       |         |       |  |
| Votos en blanco y nulos              | Votos en blanco y nulos                                    | Votos en blanco y nulos                                    | Votos en blanco y nulos              | Votos en blanco y nulos              | 2.753.484  |        |       |         |       |  |
| Total                                | Total                                                      | Total                                                      | Total                                | Total                                | 35.667.440 | 100,00 | —     | 87      | 6     |  |
| Votantes registrados y participación | Votantes registrados y participación                       | Votantes registrados y participación                       | Votantes registrados y participación | Votantes registrados y participación | 48.461.792 | 73,60  | 7,47  |         |       |  |
| Fuente: Ministerio del Interior      |                                                            |                                                            |                                      |                                      |            |        |       |         |       |  |

| \| Voto popular \| Voto popular \| Voto popular \| Voto popular \| Voto popular \| \| ------------ \| ------------ \| ------------ \| ------------ \| ------------ \| \| \| \| \| \| \| \| FI \| FI \| \| 30.6 % \| 30.6 % \| \| PDS \| PDS \| \| 19.1 % \| 19.1 % \| \| AN \| AN \| \| 12.5 % \| 12.5 % \| \| PPI \| PPI \| \| 10.0 % \| 10.0 % \| \| LN \| LN \| \| 6.6 % \| 6.6 % \| \| PRC \| PRC \| \| 6.1 % \| 6.1 % \| \| Segni \| Segni \| \| 3.3 % \| 3.3 % \| \| FdV \| FdV \| \| 3.2 % \| 3.2 % \| \| Pannella \| Pannella \| \| 2.1 % \| 2.1 % \| \| PSI–AD \| PSI–AD \| \| 1.8 % \| 1.8 % \| \| Rete \| Rete \| \| 1.1 % \| 1.1 % \| \| Otros \| Otros \| \| 3.3 % \| 3.3 % \| |          |  |        |        |
| Voto popular |          |  |        |        |
| |          |  |        |        |
| FI | FI       |  | 30.6 % | 30.6 % |
| PDS | PDS      |  | 19.1 % | 19.1 % |
| AN | AN       |  | 12.5 % | 12.5 % |
| PPI | PPI      |  | 10.0 % | 10.0 % |
| LN | LN       |  | 6.6 %  | 6.6 %  |
| PRC | PRC      |  | 6.1 %  | 6.1 %  |
| Segni | Segni    |  | 3.3 %  | 3.3 %  |
| FdV | FdV      |  | 3.2 %  | 3.2 %  |
| Pannella | Pannella |  | 2.1 %  | 2.1 %  |
| PSI–AD | PSI–AD   |  | 1.8 %  | 1.8 %  |
| Rete | Rete     |  | 1.1 %  | 1.1 %  |
| Otros | Otros    |  | 3.3 %  | 3.3 %  |